# Dozin' at the Knick

Dozin' at the Knick est un album live du Grateful Dead sorti en 1996.

Ce coffret de trois CD propose des extraits des trois concerts donnés à la Knickerbocker Arena d'Albany, dans l'État de New York, les 24, 25 et 26 mars 1990. Celui du 26 mars est paru en intégralité en 2012 dans le coffret Spring 1990.
Albums de Grateful Dead
Dick's Picks Volume 5
(1996) Dick's Picks Volume 6
(1996)

## Titres

### CD 1
Les titres 1, 2, 3, 8 et 9 proviennent du concert du 26 mars, le titres 4 de celui du 24 et les titres 5, 6 et 7 de celui du 25.
1. Hell in a Bucket (John Perry Barlow, Brent Mydland, Bob Weir) – 6:08
2. Dupree's Diamond Blues (Robert Hunter, Jerry Garcia) – 5:36
3. Just A Little Light (Barlow, Mydland) – 4:45
4. Walkin' Blues (Robert Johnson, arr. Weir) – 6:11
5. Jack-A-Roe (trad. arr. Grateful Dead) – 4:14
6. Never Trust a Woman (Mydland) – 7:06
7. When I Paint My Masterpiece (Bob Dylan) – 5:02
8. Row Jimmy (Hunter, Garcia) – 10:26
9. Blow Away (Barlow, Mydland) – 11:14

### CD 2
Tous les titres proviennent du concert du 24 mars.
1. Playing in the Band  (Hunter, Mickey Hart, Weir) – 10:08
2. Uncle John's Band (Hunter, Garcia) – 10:01
3. Lady With A Fan (Hunter, Garcia) – 6:35
4. Terrapin Station (Hunter, Garcia) – 6:45
5. Mud Love Buddy Jam (Grateful Dead) – 7:53
6. Drums (Hart, Bill Kreutzmann) – 9:41
7. Space (Garcia, Phil Lesh, Weir) – 9:39

### CD 3
Les titres 1 à 6 proviennent du concert du 24 mars, les titres 7 à 11 de celui du 25 et le titre 12 de celui du 26.
1. Space (Garcia, Lesh, Weir) – 1:03
2. The Wheel (Hunter, Garcia) – 4:45
3. All Along the Watchtower (Dylan) – 7:45
4. Stella Blue (Hunter, Garcia) – 8:32
5. Not Fade Away (Buddy Holly, Norman Petty) – 7:24
6. We Bid You Goodnight (trad. arr. Grateful Dead) – 2:21
7. Space (Garcia, Lesh, Mydland, Weir) – 1:31
8. I Will Take You Home (Mydland) – 4:17
9. Going Down the Road Feeling Bad (trad. arr. Grateful Dead) – 6:59
10. Black Peter (Hunter, Garcia) – 9:08
11. Around and Around (Chuck Berry) – 5:57
12. Brokedown Palace (Hunter, Garcia) – 5:20

## Musiciens
- Jerry Garcia : guitare, chant
- Mickey Hart : batterie
- Bill Kreutzmann : batterie
- Phil Lesh : basse, chant
- Brent Mydland : claviers, chant
- Bob Weir : guitare, chant